# Liste der Monuments historiques in Mouchy-le-Châtel
Die Liste der Monuments historiques in Mouchy-le-Châtel führt die Monuments historiques in der französischen Gemeinde Mouchy-le-Châtel auf.

## Liste der Bauwerke
| Bezeichnung | Beschreibung              | Standort | Kennzeichnung | Schutzstatus | Datum | Bild           |
| ----------- | ------------------------- | -------- | ------------- | ------------ | ----- | -------------- |
| Schloss     | Erbaut im 19. Jahrhundert | (Lage)   | PA60000079    | Inscrit      | 2009  | weitere Bilder |

## Liste der Objekte
- Monuments historiques (Objekte) in Mouchy-le-Châtel in der Base Palissy des französischen Kultusministeriums